# Setge de Tortosa (1810)
El Setge de Tortosa de 1810 va ser una acció militar d'encerclament de la Guerra del Francès (1808-1814) que culminaria amb l'ocupació francesa de la ciutat de Tortosa.

## Antecedents
Després de la caiguda de Girona, el 10 de desembre de 1809, el general Joseph Souham rebé l'ordre de dispersar les desmoralitzades forces patriotes en retirada. Després de la desfeta de Vic, el general O'Donnell aconseguí reunir 15.000 homes, i envià al general Caro a Vilafranca i Manresa on derrotà als francesos, i el dia 22 d'abril sortí de Tarragona i, passant per Montblanc, es dirigí cap a Lleida, amenaçada per les forces del mariscal Suchet, sent interceptat i derrotat en la batalla de Margalef el 23 d'abril.
El 2 d'abril les tropes franceses ocupen Gandesa, el 13 de maig la fortalesa d'Hostalric, Lleida el 14 de maig. Mequinensa i Morella el juny i Ulldecona el 3 de juliol.
La ciutat inicià preparatius previs a l'arribada del conflicte. S'actuà necessàriament sobre les muralles de la ciutat greument danyades pels enfrontaments bèl·lics del segle xviii. El 20 de desembre de 1809 a més a més van sortir de Tortosa 10 "companyies de paisans" per a socórrer a Girona. Assabentats fent camí de la caiguda d'aquesta ciutat lluitaren a Collsuspina, al Moianès i retornaren l'1 de febrer de 1810.

## El setge

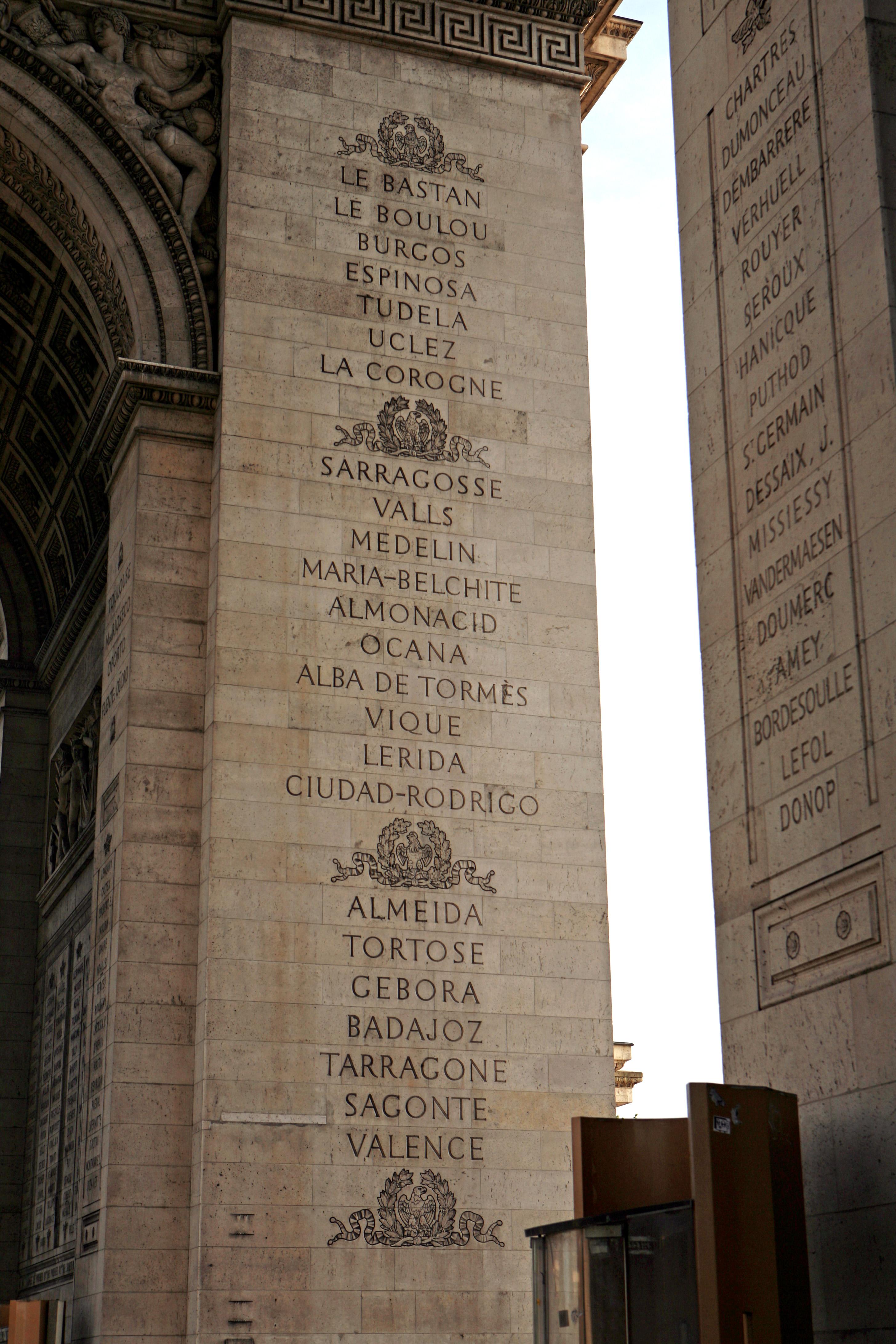
Vista de l'Arc de Triomf de París. Inscripcions de ciutats conquerides.

En el moment de l'assetjament la guarnició de Tortosa és de 8.000 a 9.000 mil homes de tropa i voluntaris. Tortosa té en aquells moments de 10 a 12 mil habitants.
Bloquejada la plaça des del 4 de juliol de 1810 amb l'aparició de la divisió de Anne Gilbert de La Val a la riba dreta de l'Ebre, s'iniciaren els primers enfrontaments.
El setge del general Louis Gabriel Suchet va començar el 15 de desembre de 1810. Després d'intensos bombardejos, la nit de l'1 de gener de 1811, els francesos obriren diverses bretxes a la muralla. Llavors la ciutat capitulà i signà la rendició davant del III Exèrcit napoleònic. Durant el període d'enfrontament hi va haver més d'un miler de morts per contra d'alguns centenars entre les tropes franceses.

## Conseqüències
Suchet va deixar el general de brigada Pierre-Joseph Habert i una guarnició francesa a Tortosa i va marxar amb els presoners a Saragossa, mentre el mariscal Jacques MacDonald va traslladar la seva força cap a Valls, sent derrotada la seva avantguarda el 15 de gener a la batalla del Pla, i en lloc de revenjar-se va marxar amb els seus 12.000 homes a Montblanc i d'allà es va traslladar a Lleida. Després de la caiguda de Tortosa va ser el torn de l'ocupació de Tarragona (28 de juny de 1811), de Sagunt (25 d'octubre de 1811) i de València (14 de gener de 1812).
Al començament de 1812, Napoleó annexà de fet el Principat de Catalunya a França. El territori de Catalunya va dividir-se llavors en quatre departaments i Tortosa va convertir-se en sotsprefectura (Sous-Préfecture de Tortose) del Departament de les Boques de l'Ebre que tenia a Lleida com a prefectura o capital.
L'ocupació francesa de la ciutat es va mantenir fins a l'evacuació del 18 de maig de 1814.
D'aquells fets van esdevenir herois i relats populars com el del miracle de la bomba de la Capella de la Mare de Déu de la Cinta.